# 레오 스트라우스
레오 스트라우스(Leo Strauss, 1899년 9월 20일~1973년 10월 18일)는 독일 유대인 태생으로 미국에서 활동한 정치 철학자이다.

## 생애
레오 스트라우스는 독일 헤센주의 마르부르크 부근의 키르크하인이라는 소도시에서 태어났다. 1912년, 김나지움에 입학하여 아르투르 쇼펜하우어와 프리드리히 니체의 책을 접하였고, 유대인으로서 정치적 시오니즘에 경도된 적이 있었다. 1917년에 김나지움을 졸업한 그는 대학에 입학하여 철학을 배우기 시작하였으나 제1차 세계대전 발발으로 군에 징집되어, 종전때까지 군에 복무하게 된다. 종전 후 스트라우스는 함부르크 대학에 입학했으며 1921년에는 〈F. H 야코비의 철학적 독트린의 인식론〉이라는 논문으로 박사 학위를 받았다. 당시, 그의 지도교수는 에른스트 카시러였다. 그는 프라이부르크와 마르부르크 대학에서도 수업을 들었고, 거기서 그는 에드문트 후설과 그의 제자인 마르틴 하이데거에게서 철학을 배웠다.
1933년에 파리에서 이혼 경력이 있는 독일계 유대인 마리 베른존과 결혼한 후, 1934년에는 영국 런던으로 이주하여 대영박물관에서 토머스 홉스를 연구하였다. 1935년에는 케임브리지 대학에서 강사 자리를 얻는다. 1936년에는 미국으로 이주했으며, 컬럼비아 대학의 사학과에서 연구직을 맡게 되었다. 1938년부터 1948년까지 그는 사회학 연구를 위한 뉴 스쿨(New School for Social Research)에서 정치학을 강의했다. 나치의 등장으로 인해 미국으로 이주한 스트라우스와는 달리 당시 독일에 남아있던 그의 친척들은 집단수용소에서 사망했다. 그는 1944년에 미국 시민권을 얻었으며 1949년부터 1968년까지는 시카고 대학에서 정치철학 교수로 재직했다. 시카고 대학교를 퇴직 후, 1973년에 폐렴으로 사망했다.

## 철학
스트라우스는 그의 영역을 정치철학으로 규정한다. 그러나 이와 같은 규정은 철학은 선험적으로 정치적이라는 것을 믿으며 고전적인 철학적 이상을 따르는 스트라우스와 같은 이의 눈에는 사실상 동어반복에 불과한 것으로 간주되는 것 같다. 이는 무엇보다도 모든 철학은 인간을 정치적인 것에서 벗어날 수 없는 것으로 바라본다는 점 때문이다.
철학의 이러한 본성 때문에 스트라우스는 실증주의 즉 좀 더 일반적으로는 가치와 사실, 과학과 도덕과 같은 것들을 구별하려는 시도가 틀렸을 뿐만 아니라 해롭다고 여기는 입장에 서게 된다. 간단히 말해 사실은 가치와 구별될 수 없다. 그것들 모두는 정치적 인간에게서 유래한 것이기 때문이다. 그는 철학의 역사 가운데 가장 중요한 모멘트들 가운데 하나가 그들이 가진 인간 본성(아리스토텔레스의 그 유명한 말, ‘인간은 정치적 동물이다’)에 대한 고려 없이 자연을 연구하지 못했던 소크라테스와 그의 제자들에 의해 이뤄진 논의라고 본다.
스트라우스의 학술적-철학적 작업은 고전 철학으로 돌아가는 것이었다. 이는 철학적 연구의 근거를 확고하게 하기 위함이었다. 이 돌아감은 탈근대주의자들의 급진적 이성 비판에 의해서 필요하게 된 것이었고, 스트라우스는 특히 하이데거를 그의 작업에서 염두에 둔 것 같다. 하이데거와 스트라우스는 흔들리지 않는 제1 원리 위에 체계를 세우는 것을 연구의 목표로 삼는 근대 철학의 경향이 매우 미숙한 것이었다는 점, 그리고 이것은 인간이 활용할 수 있는 유일한 자료인 인간 경험을 무시하는 경향을 가져왔다는 점에 대하여 논쟁했다. 스트라우스는 고전 철학으로의 회귀와 인간 경험에 기초를 둔 철학을 지향한 소크라테스가 추구했던 원리들을 추구했다; 반면 하이데거는 이성적 기획은 숙명이며 이것의 부패는 이 세계로의 새로운 신의 출현을 가져올 것이라고 이야기했다. 고대와 근대 정치철학의 근본적인 차이를 인식하는 것은 스트라우스의 작업에서 지속적으로 나타나는 테마이다.
스트라우스 작업의 두 번째 테마는 이성과 비의(秘意, revelation)사이의 이분법과 양자 사이의 참을 선언하기 위한 경쟁이다. 스트라우스는 종교는 인민의 삶을 어떤 방향으로 흘러가게 하기 위한 철학과 경쟁적인 원리의 체계이며 따라서 그것들은 정치라고 말한다. 그러므로 고전 정치철학의 연구를 되살리기 위한 그의 작업은 종교와 철학 사이의 논쟁과 연관되어있다. 그는 근대 정치철학과 이것의 인간 본성에 대한 환원주의는 종교에 대항하는 의미있는 대안을 제시하는 데 실패했다고 주장한다. 근대 과학은 반면에 인류의 힘을 증가시켰고 물리적으로 편안하게 만들었지만 인류의 선을 증가시키는 것과는 직접적 연관은 없었다. 따라서 고전 정치철학으로의 회귀가 요구되고 있다고 스트라우스는 주장한다.
스트라우스에 의한 인간 본성의 재이해는 근대 정치학에 대한 매우 특징적인 비판에 대한 기여를 보여준다. 특히 다음과 같은 주제들에서 말이다. 상대주의, 역사주의, 평등주의, 자유주의, 근대 민주주의.
고전 정치철학은 이 물음에 대한 질문을 항상 추구하고 있었다고 스트라우스는 말한다: 무엇이 인간의 삶을 위하여 가장 좋은 방법인가? 그러나 근대 정치철학은 필수적인 하부구조 - 자족과 안락 - 위의 정치적 삶(답을 내는 것이 불가능한)의 건설을 전제하고 있다. 근대 자유주의는 개인적 자유를 그것의 가장 높은 목표로서 추구할 것을 강조하며, 반면에 가장 중요한 질문인 삶을 살아가는 가장 좋은 방법에 대해서는 입을 다물어버린다. 자유가 정치적 삶의 가장 높은 지점이라는 점을 가정하는 것은 명백하게 상대주의적 가정 즉 인간의 훌륭한 삶은 모든 종류의 삶이라는 점을 가정하는 것이며, 이는 니힐리즘으로 인간을 이끌게 된다고 스트라우스는 논증한다. 따라서 그의 저작에서 그는 끝없이 자유와 훌륭함이 함께 존재할 수 있을 것인지에 대해 묻게 되는 것이다. 그에 대해 흔히 가해지는 비난처럼 그는 소크라테스의 이 질문에 대해 일방적인 결론을 내리려 드는 사람은 아니었던 것으로 보인다. “무엇이 도시와 인간을 위해 선한 것인가?”

## 스트라우스의 저작
- 《스피노자의 종교비판》Spinoza’s Critique of Religion, 1965.
- 《박해와 저술기법》Persecution and the Art of Writing, 1952.
- 《자연권과 역사》Natural Right and History, 1953.
- 《마키아벨리》Thoughts on Machiavelli, 1958.
- 《정치철학이란 무엇인가》What is Political Philosophy?, 1959.
- 《서양정치 철학사》History of Political Philosophy, 조셉 크랍시와 공저, 1987.
- 《소크라테스와 아리스토파네스》Socrates and Aristophanes, 1966.
- 《플라톤의 정치철학연구》Studies in Platonic Political Philosophy

## 같이 보기
- 카를 슈미트
- 신보수주의

## 더 읽을 자료
- 박성우. 『레오 스트라우스』. 커뮤니케이션북스(주), 2024.
- 김영국 외. 『레오 스트라우스의 정치철학』. 서울대학교 출판부, 1995